# Jadran Vujačić
Jadran Vujačić (in serbo Јадран Вујачић?; Titograd, 27 dicembre 1957) è un ex cestista jugoslavo, dal 2006 montenegrino.

## Carriera
Con la Jugoslavia ha disputato i Giochi del Mediterraneo di Casablanca 1983.

## Palmarès
- YUBA liga: 1

Partizan Belgrado: 1978-79
- Coppa di Jugoslavia: 2

Partizan Belgrado: 1979, 1989
- Coppa Korać: 3

Partizan Belgrado: 1977-78, 1978-79, 1988-89